# سیمون کاپوتو
سیمون کاپوتو (انگلیسی: Simone Caputo؛ زادهٔ ۲۵ ژوئیهٔ ۱۹۹۸) بازیکن فوتبال است.
از باشگاه‌هایی که در آن بازی کرده‌است می‌توان به باشگاه فوتبال ساسولو اشاره کرد.